# Bahnhof Gmund (Tegernsee)
Der Bahnhof Gmund (Tegernsee) ist der Bahnhof der oberbayerischen Gemeinde Gmund am Tegernsee im Landkreis Miesbach. Der Bahnhof ist ein Durchgangsbahnhof an der Bahnstrecke Schaftlach–Tegernsee und besitzt zwei Bahnsteiggleise. Die Bahnstrecke sowie der Bahnhof befinden sich im Eigentum der Tegernsee-Bahn Betriebsgesellschaft (TBG). Täglich wird der Bahnhof von circa 40 Zügen der Bayerischen Oberlandbahn (BOB) bedient. Ferner existieren in Gmund die Haltepunkte Moosrain und Finsterwald sowie der stillgelegte Haltepunkt St. Quirin, die ebenfalls an der Bahnstrecke Schaftlach–Tegernsee liegen.

## Lage

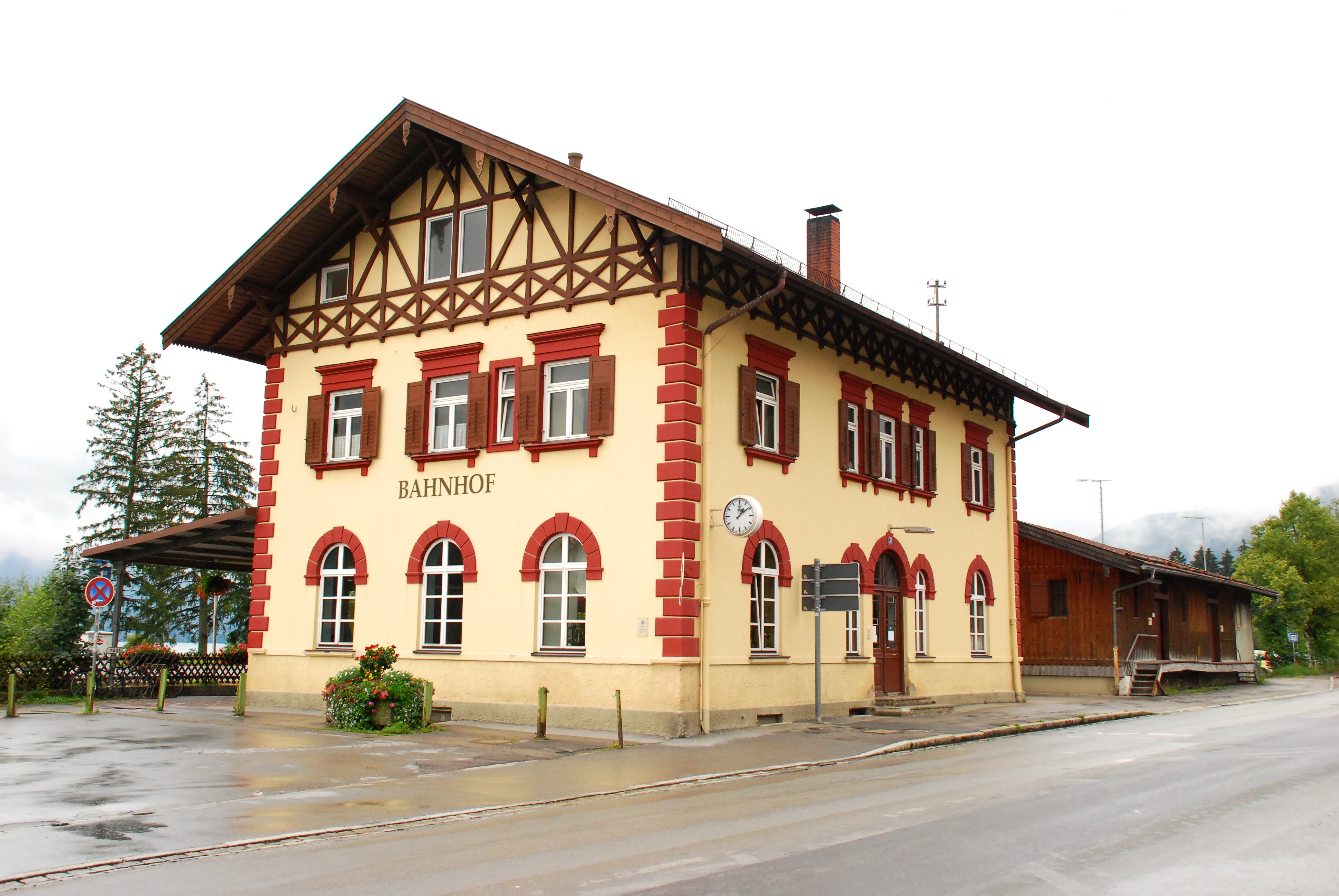
Bahnhofsgebäude von der Straßenseite

Der Bahnhof Gmund befindet sich westlich der Ortsmitte der Gemeinde Gmund am Tegernsee. Nördlich der Gleisanlagen verläuft die Wiesseer Straße, an der auch das Empfangsgebäude und der Busbahnhof liegen. Das Bahnhofsgebäude besitzt die Adresse Wiesseer Straße 11. Westlich des Empfangsgebäudes bildet der Busbahnhof mit dem Bahnhof den zentralen Umsteigepunkt innerhalb der Gemeinde. Östlich des Gebäudes ist ein größerer Parkplatz für Pendler vorhanden. Auf der anderen Straßenseite, gegenüber dem Empfangsgebäude, breitet sich ein Wohngebiet aus. Im Süden hingegen liegt die ehemalige Laderampe des Bahnhofs, die über einen weiter westlich liegenden Bahnübergang erreichbar ist. Weiter südlich bildet in einer Wiese die Mangfall den Abfluss des Tegernsees.
Der Bahnhof ist heute ein Durchgangsbahnhof an der Tegernseebahn (VzG 9560), einer eingleisigen, nicht elektrifizierten Nebenbahn. Der Bahnhof liegt am Streckenkilometer km 7,7. Die Bahnstrecke wird von der Deutschen Bahn als Kursbuchstrecke 957 geführt.

## Geschichte
Der Bahnhof Gmund am Tegernsee wurde 1883 als Endpunkt der Bahnstrecke Schaftlach–Gmund errichtet. Mit der Eröffnung des Bahnhofs wurde auch das Empfangsgebäude eingeweiht. 1902 wurde die Bahnstrecke bis nach Tegernsee verlängert, sodass der Bahnhof seine Bedeutung als Endbahnhof verlor. Alle für den Eisenbahnbetrieb nötigen Einrichtungen wurden von Gmund nach Tegernsee verlegt. 1949 wurde auch der am östlichen Rand des Bahnhofsgeländes befindliche Lokschuppen abgebrochen und durch eine Omnibusgarage ersetzt. 1980 erfolgte eine Vereinfachung des Gleisplanes durch Abbau mehrerer Nebengleise, gleichzeitig wurden alle Signale demontiert und durch Trapeztafeln ersetzt. Später wurde noch das nördliche, zum Güterschuppen führende Stumpfgleis abgebaut und damit der heutige Gleisplan erreicht. Der Betrieb wird seit circa 2000 über ein Elektronisches Stellwerk der Bauart SICAS S5 von Siemens und Alcatel ferngesteuert, sodass der Bahnhof heute unbesetzt ist.

## Aufbau

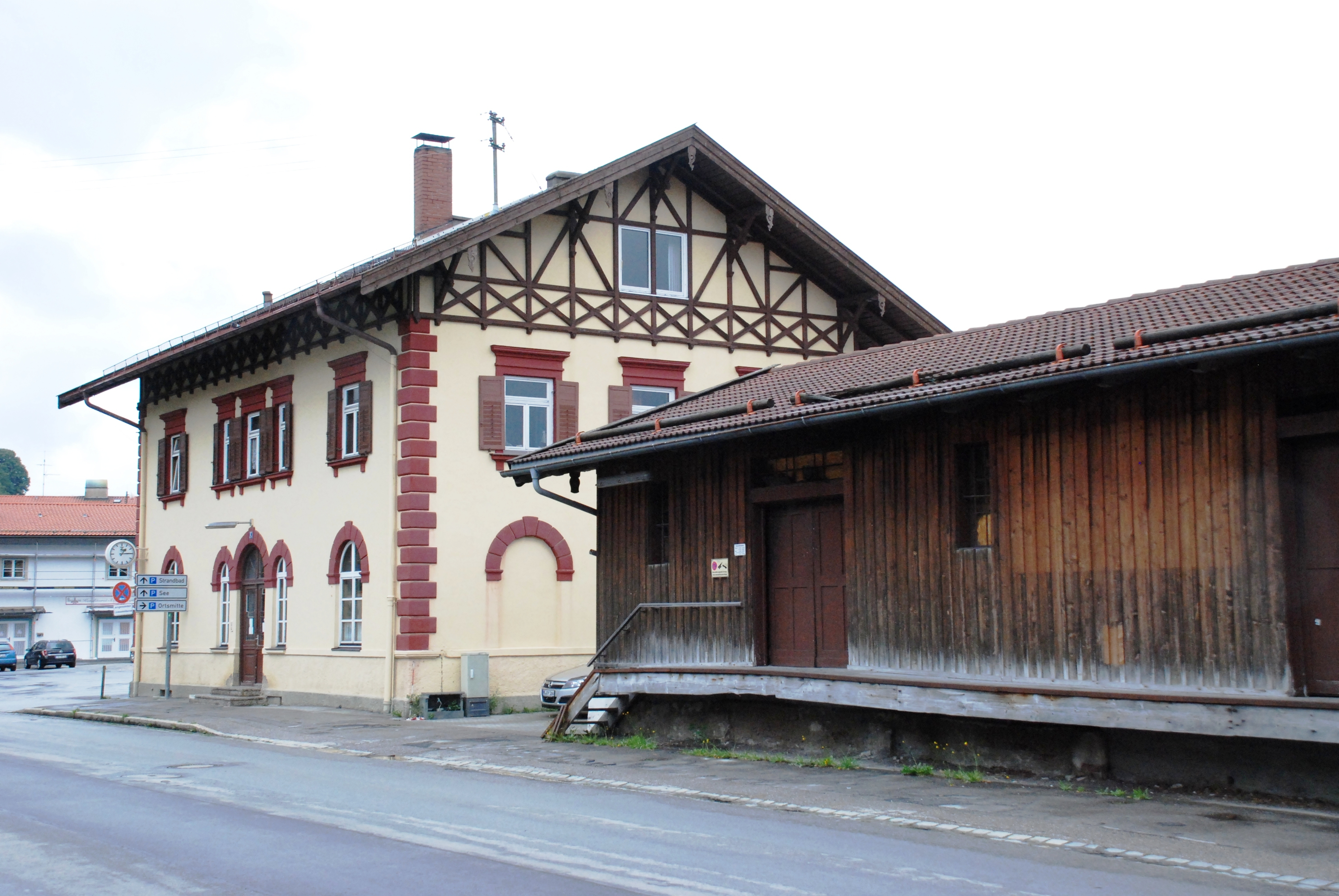
Bahnhofsgebäude mit Güterschuppen

Das Empfangsgebäude ist ein zweigeschossiger Bau mit überstehendem Flachsatteldach. Die südliche, zu den Gleisen gewandte Seite prägt ein Giebelrisalit. Fenster- und Türrahmen spielen mit Formen der Neorenaissance. Die Anlage steht unter Denkmalschutz. Im Gebäude befindet sich ein Warteraum.
Der Bahnhof Gmund besitzt einen Mittelbahnsteig, der sich zwischen den Gleisen 1 und 2 befindet, mit einer Länge von 120 Metern und einer Höhe von 76 Zentimetern. Das Gleis 3 ist ein Stumpfgleis in Richtung Schaftlach und diente dem Güterverkehr, da das Gleis zur Verladerampe gegenüber dem Empfangsgebäude führt. Neben dem Empfangsgebäude befindet sich der ehemalige, hölzerne Güterschuppen. Der Bahnsteig ist über einen höhengleichen Übergang und einer Rampe vom Empfangsgebäude aus erreichbar.

## Verkehr
Heute halten im Stundentakt Züge der Bayerischen Oberlandbahn, die von München über Holzkirchen und Schaftlach nach Tegernsee verkehren. Die Züge werden mit Triebwagen der Bauart LINT gefahren. Außerdem verkehren im Pendler- und Ausflugsverkehr Verstärkerzüge, sodass dann auf der Strecke in Lastrichtung jeweils ein Halbstundentakt angeboten wird.
| Linie                    | Verlauf                                                            | Taktfrequenz |
| ------------------------ | ------------------------------------------------------------------ | --- |
| RB57                     | München – Holzkirchen – Schaftlach – Gmund (Tegernsee) – Tegernsee | Stundentakt mit Verstärkerzügen im Berufsverkehr, am Wochenende zwischen 8 und 12 Uhr sowie zwischen 14 und 20 Uhr Halbstundentakt |
| Stand: 12. Dezember 2021 |                                                                    | |